# Istrska hiša
Istrska hiša je tip kmečke hiše, ki jo je mogoče zaslediti na področju istrskega polotoka, pa tudi v tržaški okolici. Istrska hiša je delno podobna kraški, saj prebivalstvo Krasa in Istre je bilo v preteklosti na podobni kulturni ravni, pa različne naravne, klimatske, gospodarske itd. okoliščine so ustvarile močne razlike med tipoma. Tudi znotraj tipa Istrske hiše obstaja več razlik, ki so vezane na čas gradnje in okolje. Zanimiva iz tega zornega kota je deklinacija istrske hiše v okolici Trsta in pod Kraškim robom (oz. Bregom ali Bržaniji), katero lahko imenujemo Breški tip, se gre pa za hišo v kateri je močno viden vpliv mestne arhitekture Trsta.

## Zgodovina

### Kaštelirji
Davni prebivalci Istre, Histri, so živeli v utrjenih gradiščih ali kaštelirjih. Histri so prebivali v kamnitih kolibah, ki so nastale iz ibridacije med okroglo osnovano kolibo sredozemskega tipa in pravokotno kolibo indoevropskega. Te kolibe so lahko bile okroglega oz. pravokotnega tlorisa, grajene iz kamna na suho, kritino pa so sestavljale kamnite ploskve. Ta tipologija zavetišča baje se je ohranila v t. i. kažunih, ki jih je mogoče še danes opaziti po polotoku.

### Pod rimljani
Leta 178 pr. n. št. so rimljani napadli Histre, leto kasneje pa so prišli do glavnega mesta histrske države in dokončno prevzeli oblast nad polotokom. Pod rimsko oblastjo se je življenje v bolj odročnih gradiščih nadaljevalo kakor prej in ohranilo vse do padca rimskega cesarstva.

### Pod bizantinsko oblastjo
Po propadu Zahodnega rimskega cesarstva so Istri vladali izmenično Bizantinci, Langobardi in nazadnje Franki. V tem času so začeli prihajati v Istro Slovani, ki so prinesli s sabo njihov način bivanja. Slovani so se tako srečali s potomci Histrov, katere so s časom tudi asimilirali. Iz povezave med histrsko kolibo in staroslovansko zemljanko je nastala prvotna oblika istrske hiše. Ta je bila pravokotna, grajena je bila iz kamenja na suho, imela je leseno sleme, ki je ležalo vzporedno daljši fasadi, ki sta ga držali dve sohi, kritina pa je bila slamnata. Kasneje so to kritino zamenjali s kamnitimi ploščami, zaradi večjih sil pa so sleme položili ne več na sohe ampak na čelne zidove.

### Pozni srednji vek
S časom se je začelo uvajati tudi na podeželju rabo apnene malte, medtem ko se je kulturna raven prebivalstva precej zvišala z uvedbo dimnika, še kasneje pa se je začelo graditi tudi nadstropne hiše. Te nadstropne objekte lahko imenujemo istrske hiše starega tipa, za njih je značilno, da so v pritličju gospodarski prostori, medtem ko je stanovanje v nadstropju. Do tega se pride preko zunanjega stopnišča, ki pelje do zunanjega hodnika - t. i. balidorja ali baladurja.

### Do današnjega dne
Že proti koncu srednjega veka se je začelo v Istri graditi stavbe, ki so bolj "meščanskega" izgleda, te se razlikujejo od prvih v tem, da so stopnice notranje, odprtine so enakomerno razporejene na fasadah, pa notranjost hiše (torej bodisi pritličje, bodisi nadstropje) je v celoti namenjena bivanju. Ta tip istrske hiše lahko definiramo kot novi tip, zidovi so grajeni iz kamna vezanega z apneno malto, večina objektov pa je ometanih (posebno objekti grajeni v zadnjih treh stoletjih), posebno pazljivo so okrašene in barvane fasade hiš, ki stojijo v bližini velikih mest (posebno Trsta,  kjer lahko definiramo en tip "breške hiše")

## Zunanjščina istrske hiše
Tlorisu hiše se je prilagodila streha, ki je vedno dvokapna. V 15. in 16. stoletju je bila streha kamnita. Strešna konstrukcija je bila iz masivnih hrastovih tramov. V 18. stoletju je kamnito kritino začela izpodrivati praktična streha iz opečnih korcev. Istrske hiše so po navadi podolgovate oblike, zidane v nadstropjih, nad kuhinjo se pa dviga dimnik. Nekateri dimniki so tudi prave arhitekturne mojstrovine, saj so bili v preteklosti pokazatelji premoženja družine. Za istrske hiše je značilno tudi, da so imele zunanje stopnice. Zaključil jih je baladur. Baladur je vrsta terase ali preddverje, ki je pokrit z nadstreškom.
Osrednji prostor vsakega stanovanja so bile kuhinje. Ognjišča so bila odprta ali v kaminskem prizidku.
Vsaka hiša je imela tudi klet. Da je bil prostor hladnejši, predvsem zaradi hranjenja vina in poljskih pridelkov, je bila običajno vzidana nekoliko nižje v zemljo. Nedaleč stran od hiše pa je bilo tudi preprosto stranišče. 
Ob vsaki hiši je bila šterna. To je vodnjak z zajeto deževnico, ki ga je imela vsaka istrska hiša.
Poleg stanovanjske hiše je stalo še kmečko poslopje za shranjevanje pridelkov in orodja ter štala ali hlev, svinjak ali kotec ter kokošnjak ali kapinjera za živali. Nad hlevom je bil navadno senik. V številnih istrskih vaseh lahko občudujemo mojstrska kamnoseška in klesarska dela, portone ali portale, preklade, okna, jerte in druge arhitekturne elemente. Jerte so nekakšne kamnite preklade ob oknih in vratih. Značilne so za istrsko arhitekturo.

## Tonina hiša
Kmečka hiša v zaselku Goreli (v bližini Sv. Petra), po domače kar Tonina hiša, je bila včasih, ko so v njej še živeli, gotovo v ponos lastnikom, sedaj pa je na voljo za ogled. V lasti jo ima Piranski pomorski muzej, ki jo je tudi adaptiral in preuredil. Ob prenovi so se zelo trudili, da bi ohranili značilnosti istrske arhitekture in po mojem mnenju jim je to tudi uspelo. V hiši najdemo tudi stiskalnico (v pritličju) ter kmečko kuhinjo in sobo v nadstropju, ki prikazujejo način življenja istrskih kmetov v preteklosti. Tonina hiša ima kot vse istrske hiše dva dela: bivalnega in gospodarskega. V gospodarskem poslopju se sedaj nahajajo sanitarije in shramba za orodje in razne etnološke predmete. Okoli hiše uspevajo oljke in murve, slednje so že zelo stare. Ta drevesa odlično dopolnjujejo podobo istrskega kmečkega doma. Bivalni prostori so skromno opremljeni, z malo pohištva. Prostorov ni veliko- le najnujnejša. To sta kuhinja z ognjiščem ter spalnica. Vezene prte, zavese in posteljnino so ženske izdelovale kar same; še po prvi svetovni vojni so se udeleževale posebnih tečajev, kjer so se naučile vseh teh spretnosti. V hiši je tudi oljarna, kjer so iz obranih oljk pridelovali oljčno olje. Stavba je kot vsaka prava istrska hiša zidana iz kamna. Stopnišče se zaključi z »baladurjem«, pokrito teraso pred vhodom. Na severozahodni strani hiše stoji dimnik, ki je pravzaprav prizidek kamina, ki so ga že od nekdaj uporabljali v oljarstvu. Spodnji prostori so pred obnovo služili poljedelstvu, vinogradništvu, sadjarstvu ter oljarstvu. Od 19. stoletja naprej pa je tam bila (in je še vedno tam) oljarna.